# Torre del Gaucho
La Torre del Gaucho es un edificio de oficinas ubicado en la capital uruguaya, Montevideo.

## Características
Se alza en el barrio del Cordón, a pocos metros del Palacio Municipal, en el punto en el que la Avenida 18 de Julio dobla al noreste, en el nacimiento de la calle Constituyente. 
Tiene 95 metros de altura y 24 plantas y domina la porción oeste de la Avenida 18 de Julio, siendo visible desde la Plaza Independencia. Toma su nombre de una estatua de bronce en una plazoleta frente al mismo, que representa a un gaucho montado a caballo. Constituye un remate visual de la principal avenida de Montevideo.
Obra del arquitecto Walter Pintos Risso, el proyecto es de 1974, pero recién se concretó en 1995.

## Antenas de radios
la antena del edificio se comparte con las 7 radios como 91.1 FM, 91.9 FM, 93.9 FM, 94.7 FM, 97.1 FM, 101.9 FM y 102.9 FM.

## Galería

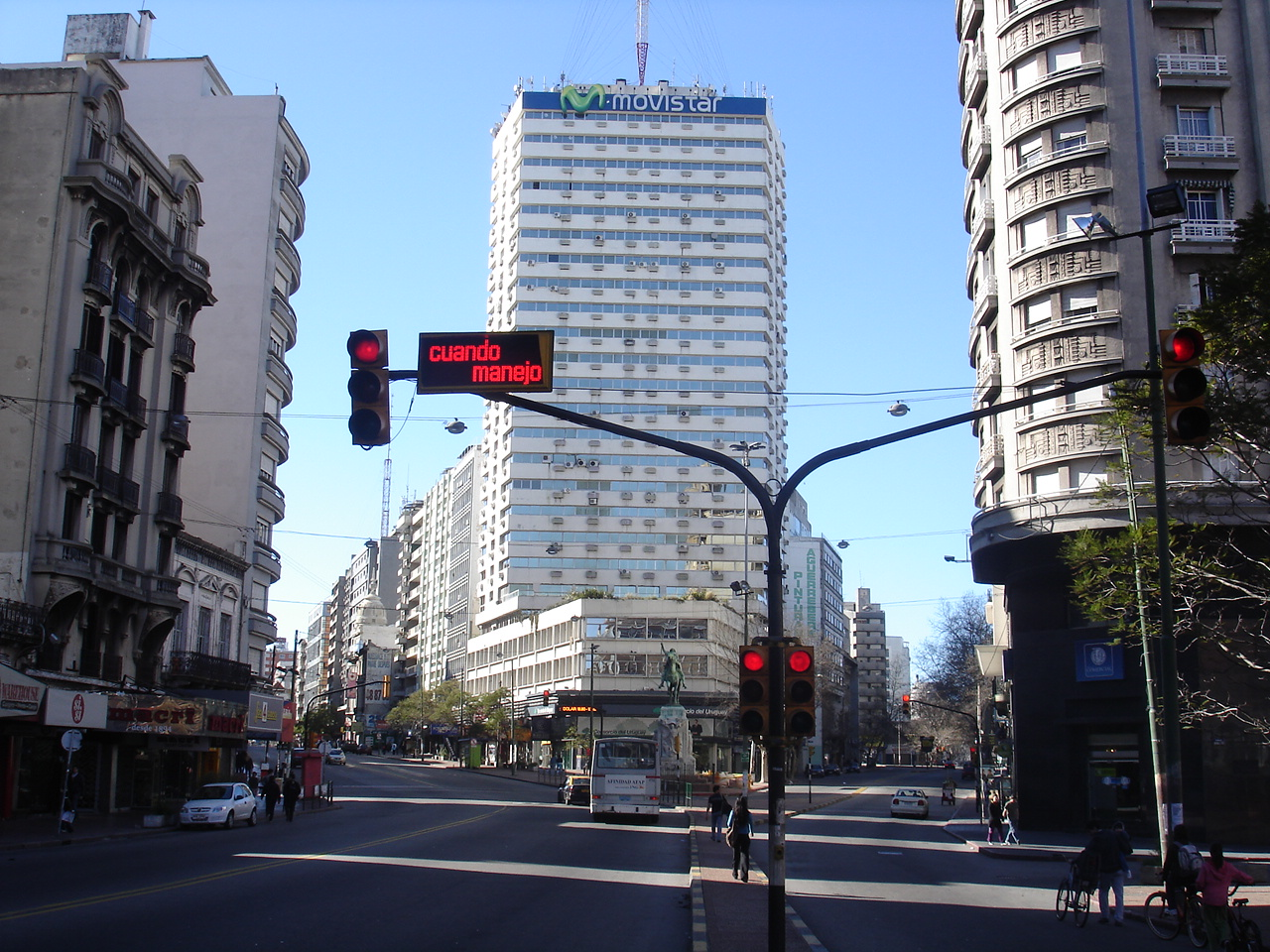
La torre desde la Avenida 18 de Julio
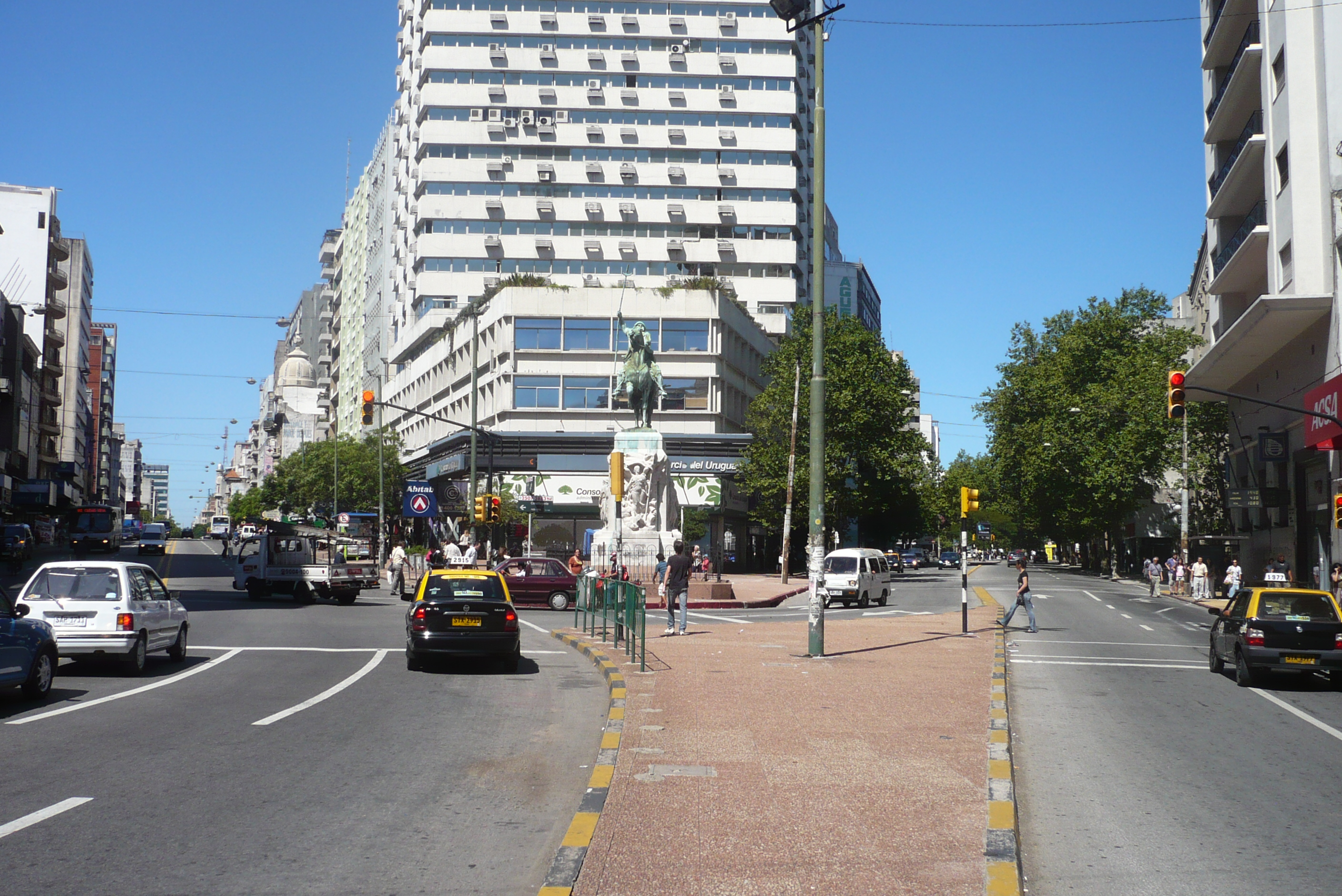
Monumento al Gaucho
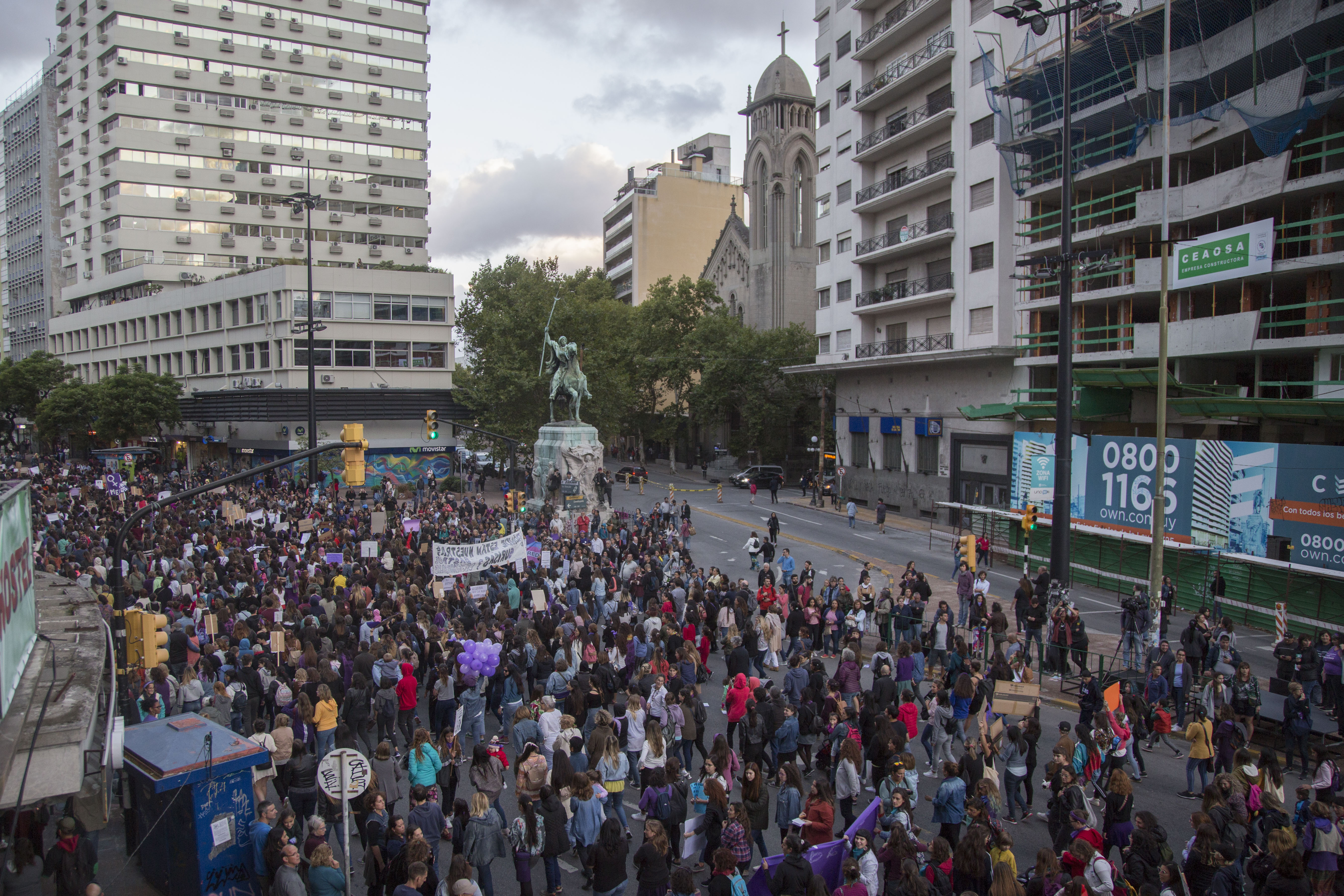
Marcha frente a la Torre